# Björn Hedström
Björn Hedström (1964, i Liberia) er en svensk sanger, kendt fra TV-sangprogrammet Sjung min själ. Björn Hedströms forældre er missionærer.